# Panama van A tot Z

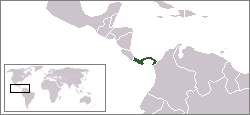
Locatie van Panama

## A
Abya Yala ·
Achutupo ·
Agua Buena ·
Aguadulce ·
Ailigandí ·
Alajuela-formatie ·
Alanje ·
Alcalde Díaz ·
Ricardo Alfaro ·
Almirante ·
Alto de la Estancia ·
Alto del Espino ·
Alto de Nique ·
Ancón ·
Anopsicus panama ·
Antipaluria panamensis ·
Antón ·
Franklin Archibold ·
Arraiján (deelgemeente) ·
Aserrío de Gariché ·
Atalaya ·
Ricardo Ávila ·
Azuero

## B
Bágala ·
Balboa ·
Felipe Baloy ·
Barú ·
Bayano ·
Frans Beckmann ·
Belisario Porras ·
Berbá ·
Betania ·
Bisira ·
Rubén Blades ·
Boca de Parita ·
Bocas del Toro (provincie) ·
Bocas del Toro (stad) ·
Bolostromus panamanus ·
Bonte klompvoetkikker ·
Boquerón ·
Boquete ·
Bosque Protector Palo Seco ·
Bridge of the Americas ·
Bugaba ·
Burica

## C
Caimitillo ·
Caldera ·
Calobre ·
Calzada Larga ·
Canoa ·
Capellanía ·
Capetí ·
Capira ·
Caraïben ·
Caraïbische Zee ·
Ramón Carretero ·
Cartí Sugtupu ·
Celmira ·
Centennial Bridge ·
Centraal-Amerikaanse vulkanische boog ·
Centraal-Caribische regio ·
Centruroides panamensis ·
Chagres ·
Chagres-formatie ·
Chame ·
Changuinola ·
Roberto Chen ·
Chichica ·
Chigoré ·
Chilibre ·
Chiriquí (provincie) ·
Chucunaque-formatie ·
Billy Cobham ·
Coclé ·
Coclécultuur ·
Coco Solo ·
Coetupo ·
Colón ·
Colón (eiland) ·
Colón (provincie) ·
Coloncito ·
Comarca ·
Copa Airlines ·
Cordillera de Talamanca ·
Cristobál ·
Culebra-kloof ·
Curimagua bayano

## D
Darién ·
Darién (regio) ·
Darienplan ·
David ·
David (deelgemeente) ·
Eric Arturo Delvalle ·
Jorge Dely Valdés ·
Julio Dely Valdés ·
Ismael Díaz ·
Districten van Panama ·
Divalá ·
Dolega ·
Roberto Durán

## E
Alonso Edward ·
El Roble ·
El Valle Amphibian Conservation Center ·
Emberá-Wounaan ·
Guillermo Endara ·
Entradero ·
Ernesto Córdoba Campos ·
Escobal ·
Fidel Escobar

## F
Ramón Fonseca Mora ·
Fort San Lorenzo

## G
Gamboa Amphibian Rescue Center ·
Garachiné ·
Gariché ·
Gatún-formatie ·
Gatúncillo-formatie ·
Gatúnmeer ·
Aníbal Godoy ·
Gloeikeelkolibrie ·
Golf van Panama ·
Golf van San Miguel ·
Gabriel Enrique Gómez ·
Yelko Gómez ·
Granadijnse Confederatie ·
Groot-Chiriquí ·
Groot-Colombia ·
Guabito ·
Gualaca ·
Guararé ·
Aura Guerra de Villalaz ·
Manuel Amador Guerrero

## H
Hay-Bunau-Varilla-verdrag ·
Hay-Herrán-verdrag ·
Amílcar Henríquez ·
Herrera ·
Himno Istmeño ·

## I
Icantí ·
Jorge Illueca ·
Incilius peripatetes ·
Incilius signifer ·
Internationaal park La Amistad ·
Internationale luchthaven Tocumen ·
Ipetí ·
Isla Barro Colorado ·
Isla Bayoneta ·
Isla Boca Brava ·
Isla Colón ·
Isla Contadora ·
Isla Gibraleón ·
Isla Pargo ·
Isla San Telmo
Isla Escudo de Veraguas ·
Isla Viveros ·
ISO 3166-2:PA

## J
Jaqué ·
José Domingo Espinar ·
Juan Díaz ·
Cristofer Jurado

## K
Bayano Kamani ·
Kanir-Dup ·
Kankintú ·
Katholieke Kerk in Panama ·
Kuna (volk) ·
Kuna de Madugandí ·
Kuna de Wargandí ·
Kuna Yala ·
Kusapin

## L
Lloyd LaBeach ·
José Luis Lacunza Maestrojuán ·
Landengte van Panama ·
La Cabima ·
La Chorrera ·
Las Cumbres ·
Las Mañanitas ·
Lijst van amfibieën in Panama ·
Lijst van Panamese eilanden ·
Lijst van plaatsen in Panama ·
Lijst van radiostations in Panama ·
Lijst van spelers van het Panamese voetbalelftal ·
Lijst van vlaggen van Panamese deelgebieden ·
Lijst van voetbalinterlands Argentinië - Panama ·
Lijst van voetbalinterlands Armenië - Panama ·
Lijst van voetbalinterlands Aruba - Panama ·
Lijst van voetbalinterlands Bahama's - Panama ·
Lijst van voetbalinterlands Canada - Panama ·
Lijst van voetbalinterlands Denemarken - Panama ·
Lijst van voetbalinterlands Ecuador - Panama ·
Lijst van voetbalinterlands Grenada - Panama ·
Lijst van voetbalinterlands Haïti - Panama ·
Lijst van voetbalinterlands Iran - Panama ·
Lijst van voetbalinterlands Jamaica - Panama ·
Lijst van voetbalinterlands Mexico - Panama ·
Lijst van voetbalinterlands Nicaragua - Panama ·
Lijst van voetbalinterlands Panama - Paraguay ·
Lijst van voetbalinterlands Panama - Peru ·
Lijst van voetbalinterlands Panama - Portugal ·
Lijst van voetbalinterlands Panama - Puerto Rico ·
Lijst van voetbalinterlands Panama - Saint Lucia ·
Lijst van voetbalinterlands Panama - Servië ·
Lijst van voetbalinterlands Panama - Spanje ·
Lijst van voetbalinterlands Panama - Taiwan ·
Lijst van voetbalinterlands Panama - Trinidad en Tobago ·
Lijst van voetbalinterlands Panama - Tunesië ·
Lijst van voetbalinterlands Panama - Uruguay ·
Lijst van voetbalinterlands Panama - Venezuela ·
Lijst van voetbalinterlands Panama - Verenigde Staten ·
Lijst van voetbalinterlands Panama - Wales ·
Lijst van voetbalinterlands Panama - Zuid-Afrika ·
Lijst van voetbalinterlands Panama - Zuid-Korea ·
Lijst van voetbalinterlands Panama - Zwitserland ·
Los Santos

## M
Maddendam ·
Marmosops invictus ·
Ricardo Martinelli ·
Metagonia panama ·
Miss Panamá ·
Modisimus caldera ·
Modisimus chickeringi ·
Modisimus dilutus ·
Modisimus pulchellus ·
Mola (textiel) ·
Roberto Moreno Salazar ·
Mortí ·
Mireya Moscoso ·
Jürgen Mossack ·
Mossack Fonseca ·
Michael Murillo

## N
Nationaal Park Chagres ·
Nationaal park Coiba ·
Nationaal Park Darién ·
Nationaal Park Isla Bastimentos ·
Nationaal park Santa Fe ·
Nationaal Park Soberanía ·
Nieuw Koninkrijk Granada ·
Ngöbe-Buglé ·
Manuel Noriega

## O
Ocú ·
Olá ·
Oligembia convergens ·
Oligembia mandibulata ·
Oligembia quadriceps ·
Oligembia rossi ·
Oligembia scalpta ·
Onderkoninkrijk Nieuw-Granada ·
Operatie Just Cause ·
Orde van Manuel Amador Guerrero ·
Orde van Vasco Nunez de Balboa

## P
.pa ·
Pacora ·
Panama ·
Panama Championship ·
Panamakanaal ·
Panamaspoorweg ·
Panamakanaalzone ·
Panama Oeste ·
Panama op de Olympische Jeugdzomerspelen 2010 ·
Panama op de Olympische Spelen ·
Panama op de Olympische Zomerspelen 1928/1948/1952/1960/1964/1968/1972/1976/1984/1988/1992/1996 ·
Panama op de Olympische Zomerspelen 2000/2004/2008/2012/2016 ·
Panama op de Paralympische Spelen ·
Panama op het wereldkampioenschap voetbal 2018 ·
Panama Papers ·
Panamaspecht ·
Panama-Stad ·
Panamá Viejo ·
Panamees honkbalteam ·
Panamees-Spaans ·
Panamees voetbalelftal ·
Panamese looftiran ·
Panamese tapaculo ·
Pan-Amerikaanse weg ·
Pareleilanden ·
Parque Municipal Summit · 
Parque Natural Metropolitano ·
Pedregal ·
Jaime Penedo ·
Penonomé ·
Blas Pérez ·
Pesé ·
John Pitti ·
Plaza Amador ·
Pocrí (Coclé) ·
Pocrí (Los Santos) ·
Portobelo ·
Provincies van Panama ·
Punta Culebra Nature Center

## Q
Alberto Abdiel Quintero Medina

## R
Reithrodontomys darienensis ·
Republiek Nieuw-Granada ·
Reserva Forestal Fortuna ·
Resolutie 325 Veiligheidsraad Verenigde Naties ·
Ridderorden in Panama ·
Rio Belén ·
Mariano Rivera ·
Roodbuikjuweelkolibrie · 
Rodríguez (achternaam) ·
José Luis Rodríguez ·
Rufina Alfaro

## S
Irving Saladino ·
San Blas-eilanden ·
San Miguelito ·
Santa María de Belén ·
Santa Rita Arriba ·
Santiago de Veraguas ·
Sasardi ·
Schone boomloper ·
Senoculus barroanus ·
Senoculus bucolicus ·
Senoculus robustus ·
Senoculus rubicundus ·
Senoculus silvaticus ·
Senoculus tigrinus ·
Senoculus zeteki ·
Señorita Panamá ·
Sixaola (rivier) ·
Smithsonian Tropical Research Institute ·
Manuel Solís Palma ·
Hugo Spadafora

## T
Talamanca-páramo ·
Talingo · 
Tauro FC ·
Luis Tejada ·
Tocumen ·
Tolé ·
Tonosí ·
Tonosí-formatie ·
Gabriel Torres ·
Román Torres ·
Martín Torrijos ·
Omar Torrijos ·
Trichopelma zebra ·
Tubualá ·
Tuira ·
Tylomys panamensis

## U
U ·
Ustupo

## V
Vacamonte ·
Valle del Risco ·
Juan Carlos Varela ·
Veraguamango ·
Veraguas ·
Verdrag inzake de aanleg van een scheepvaartkanaal ·
Verenigde Provinciën van Nieuw-Granada ·
Verenigde Staten van Colombia ·
Vista Alegre ·
Vlag van Kuna Yala ·
Vlag van Panama ·
Volcán Barú ·

## W
Wapen van Panama ·
Waunana modesta ·
Wereldkampioenschap voetbal 2018 (Groep G) België - Panama
Wereldkampioenschap voetbal 2018 (Groep G) Engeland - Panama ·
Wereldkampioenschap voetbal 2018 (Groep G) Panama - Tunesië

## Y
Yaviza